# Björn Lundvall (ingenjör)
Dan Björn Hjalmar Lundvall, född 12 augusti 1920 i Matteus församling, Stockholm, död 14 september 1980 i Gryts socken, Östergötlands län, kyrkobokförd i Hägerstens församling, Stockholm, var en svensk ingenjör och företagsledare.

## Biografi

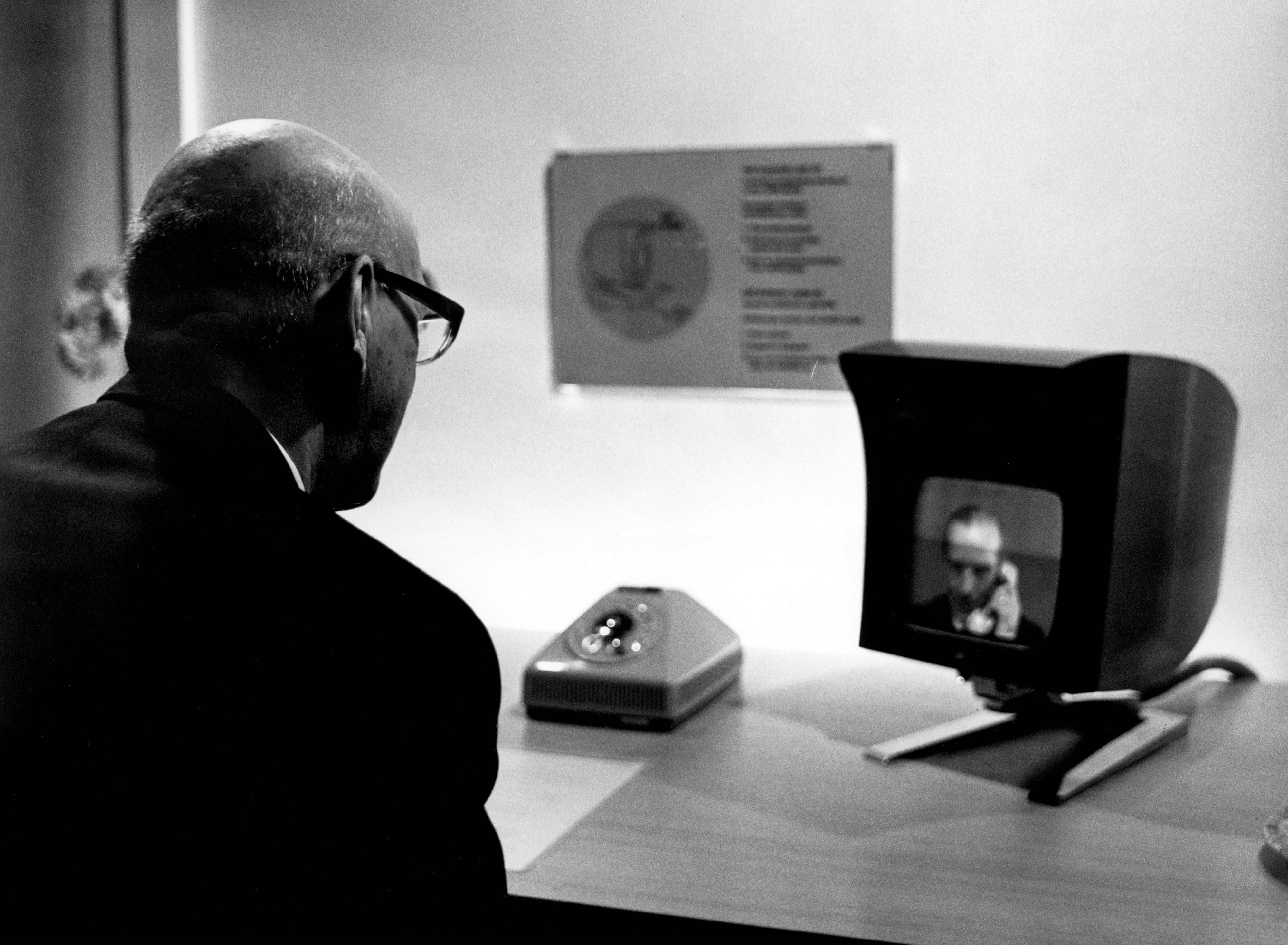
L.M. Ericssons VD Björn Lundvall (till höger) i samtal med Finlands president Uhro Kekkonen (till vänster) år 1968 via den videofon som han hade låtit utveckla.

Björn Lundvall tog civilingenjörsexamen vid Kungliga Tekniska högskolan 1943 och anställdes samma år, om ingenjör vid L.M. Ericsson. Han blev chef för företagets transmissionsavdelning 1961, vice verkställande direktör 1963 och verkställande direktör 1964.
 Han stannade på posten till 1977, då han efterträddes av Björn Svedberg. Samma år blev han istället Ericssons styrelseordförande. 
Under Lundvalls tid som VD skedde en omfattande satsning på teknisk utveckling inom företaget, bland annat genom utvecklingen av AXE-telefonväxlarna och skapandet av utvecklingsbolaget Ellemtel.
Lundvall invaldes 1970 som ledamot av Ingenjörsvetenskapsakademien. Han promoverades 1979 till hedersdoktor vid Chalmers tekniska högskola.
Han omkom hösten 1980 i en trafikolycka i Gryts socken, och är begravd i en friluftsgrav på Armnö i Gryts skärgård.
Björn Lundvall hade vid sin bortgång en central roll i svenskt näringsliv. LM Ericssons personaltidning beskrev hans många uppdrag i näringslivet hösten 1980, bortsett från ordförandeskapet för Ericsson:  styrelsemedlem i LME:s dotterbolag i Argentina, Mexiko och Italien samt i Sieverts Kabelverk och SRA Communications AB, styrelseordförande i Sveriges Exportråd, LKB-produkter AB, Saab-Scania samt Institutet för Internationellt Företagande vid Handelshögskolan i Stockholm, styrelseledamot i SKF, Incentive AB, Stora Kopparbergs Bergslags AB, Svenska BP AB, Svensk Interkontinental Lufttrafik Aktiebolag (SILA), 4:e AP-fonden, Svenskt Stål AB, Sveriges Elektroindustriförening, Sveriges Industriförbund samt i Näringslivets Internationella råd. 
Han var vidare styrelsesuppleant i ABA och medlem av SAS representantskap, ordförande i ”The Swedish Chapter of Sweden-Mexico Businessmen´s Committee”, ledamot av Ingenjörsvetenskapsakademien, internationell rådgivare vid ”The Conference Board” i New York, ledamot av ”The International Advisory Committee” vid Stanford Research Institute, samt styrelsemedlem i ”ADELA Investment Company” i New York. 
Två av dessa uppdrag hade Björn Lundvall lämnat ”nyligen” respektive ”i augusti månad 1980”, och vid det som skulle komma att bli hans sista arbetsdag ”överlämnade han följande uppdrag till Hans Stahle: ledamotskap i ”The BIAC Committee on International Investment and Multinational Enterprises” och i ”The ICC Commission on Multinational Enterprises”, båda i Paris samt i ”The Swedish National Committee of ICC” (Internationella Handelskammaren).

## Utmärkelser
- Kommendör av Vasaorden, 6 juni 1970.[7]